# Elizabeth Boleyn, Countess of Wiltshire
Elizabeth Boleyn, Countess of Wiltshire, geborene Howard (* 1480; † 3. April 1538 in London), war eine englische Adlige und eine Tochter des Thomas Howard, 2. Duke of Norfolk. Sie diente zunächst unter Elizabeth of York als Hofdame, später unter Katharina von Aragón, der ersten Gemahlin König Heinrichs VIII. Verheiratet mit Thomas Boleyn war Elizabeth die Mutter von Mary, George und der späteren Königin Anne Boleyn.

## Leben

### Herkunft und Jugend
Elizabeth war die ältere von zwei Töchtern von Thomas Howard, 2. Duke of Norfolk und seiner ersten Frau Elizabeth Tilney (um 1445–1497), Tochter von Frederick Tilney und Elizabeth Cheney. Zu ihren Geschwistern gehörten Thomas Howard, 3. Duke of Norfolk und Edmund Howard, zu ihren Halbgeschwistern Lord Thomas Howard und William Howard, 1. Baron Howard of Effingham. Zu einem unbestimmten Zeitpunkt zwischen 1498 und 1500 wurde Elizabeth mit Thomas Boleyn verheiratet, einem ehrgeizigen jungen Höfling. Im Sommer 1501 wurde ihr Wittum festgelegt, woraus sich schließen lässt, dass die Hochzeit vorher stattgefunden haben muss.
Elizabeths Familie hatte in der Schlacht von Bosworth König Richard III. unterstützt, weshalb sie unter seinem Nachfolger Heinrich VII. diverse Ländereien verloren und sie sich teuer zurückkaufen mussten. Der Historiker Eric Ives vermutet daher, dass Elizabeth keine große Mitgift aufbringen konnte und sie und Thomas anfangs finanzielle Schwierigkeiten hatten. In den ersten Jahren hatte sie obendrein nach Aussagen ihres Ehemanns „jedes Jahr ein Kind“, allerdings überlebten nur Mary, George und Anne Boleyn.
Unter Heinrich VII. war Elizabeth Hofdame der Königin Elizabeth of York. Nach der Thronbesteigung seines Sohnes Heinrich VIII. gehörte sie zum Gefolge der neuen Königin Katharina von Aragón und nahm an Katharinas feierlichem Einzug in London einen Tag vor ihrer Krönung teil. Sie scheint eine attraktive Frau gewesen zu sein, denn der Schriftsteller John Skelton widmete ihr ein Gedicht, in dem er über sie schreibt:
| Of alle your bewte I suffice not to wright, Bot as I sayde your florisshynge tender age Is lusty to loke on, plesant, demure and sage. | Von all Eurer Schönheit vermag ich nicht zu schreiben, Doch wie ich sagte, Eure blühende Jugendlichkeit Ist reizend anzuschauen, liebenswürdig, sittsam und klug. |  |

Zwischen 1519 und Anfang 1520 kehrte ihre älteste Tochter Mary aus Frankreich zurück und heiratete im Februar 1520 den königlichen Favoriten William Carey. Obwohl mitunter behauptet wurde, dass Mary aufgrund von sexuellen Eskapaden in Frankreich bei ihren Eltern in Ungnade fiel, lassen sich diese Eskapaden historisch nicht eindeutig nachweisen. Aussagen über sie sind daher mit Vorsicht zu behandeln. Im selben Jahr begleitete Elizabeth ihren Mann zum Treffen des Camp du Drap d’Or. 1521 kehrte auch ihre jüngere Tochter Anne Boleyn aus Frankreich zurück, da ihr Vater für sie eine Eheschließung mit James Butler plante, dem Erben des Earl von Ormonde.

### Mutter der Königin
Als sich Heinrich VIII. 1523 oder 1524 in Anne verliebte, war Elizabeth oft in Annes Nähe bei Hofe. Im Jahr 1529 wurde ihr Ehemann Thomas zum Earl of Wiltshire und Earl of Ormonde erhoben, womit Elizabeth den Titel der Countess of Wiltshire erhielt. Nach Wolseys Fall, als der König gemeinsam mit Anne die Besitztümer des Kardinals in Augenschein nahm, begleitete Elizabeth ihre Tochter. Sie wurde ein Mitglied in Annes Haushalt und nahm im Oktober 1532 an einem diplomatischen Bankett zu Ehren der französischen Botschafter teil, mit deren Hilfe Anne Boleyn die Scheidung Heinrichs VIII. von Katharina von Aragón gegen den Willen der Spanier bewirken wollte. Einigen Quellen zufolge nahm Elizabeth 1533 am Krönungszug ihrer Tochter in einer prächtigen Kutsche teil, die mit rotem Brokat verkleidet war. Anderen Quellen zufolge handelte es sich um die verwitwete Marchioness of Dorset.
Wenige Monate später wurde Annes einzige Tochter geboren, die spätere Königin Elisabeth I. Es ist ungewiss, ob sie nach ihrer Großmutter mütterlicherseits benannt wurde, da ihre Großmutter väterlicherseits ebenfalls Elizabeth hieß. Zu Weihnachten 1534 schenkte Elizabeth ihrem königlichen Schwiegersohn Heinrich ein Samtetui, bestickt mit dem königlichen Wappen und gefüllt mit sechs Kragen, je drei aus Silber und aus Gold gewirkt. Im Jahr 1535 wurden die Boleyns deutlich unbeliebter und John Hale, Vikar von Isleworth wurde beschuldigt, in Briefen behauptet zu haben, „Seine Gnaden der König hätte eine Affäre mit der Mutter der Königin gehabt“. Heinrich selbst erklärte auf den Vorwurf, er hätte sowohl mit Annes Schwester als auch mit ihrer Mutter geschlafen: „Nie mit der Mutter.“
Im April 1536 schien Elizabeth gesundheitliche Probleme zu haben, denn es heißt, sie wäre „schwer erkrankt am Husten, der sie heftig quält“. Möglicherweise bezog sich Anne Boleyn auf diese Krankheit ihrer Mutter, als sie bei ihrer Verhaftung im Mai sagte: „O meine Mutter, du wirst vor Kummer sterben“. Sie und ihr Bruder George wurden am 19. bzw. 17. Mai hingerichtet, womit Mary Boleyn Elizabeths einziges noch lebendes Kind war. Obwohl Mary aufgrund einer heimlichen Heirat im Jahr 1534 in Ungnade gefallen war, versöhnte sie sich wieder mit ihren Eltern nach der Hinrichtung ihrer Geschwister.

### Tod
Elizabeth starb nur zwei Jahre nach Anne und George im Haus von Hugh Cook Farington, dem Abt von Reading. Ihr Zeitgenosse Thomas Warley schrieb Lady Lisle in Calais am 7. April 1538: „Mylady Wiltshire starb am letzten Mittwoch nahe dem Baynard’s Castle“, woraus sich als Todesdatum der 3. April ergibt. Sie wurde am 7. April 1538 in der St Mary’s Church, Lambeth, in der Howard Chapel beigesetzt, wo sich viele Gräber von Frauen aus der Howardfamilie befinden. Als Führer des Trauerzuges fungierten Sir John Russell und Elizabeths Halbschwester Katherine Howard, Lady Daubenay. Die Kirche ist heutzutage ein Gartenmuseum und über Elizabeths Grab befindet sich das Museumscafé.

## Nachkommen
Mit Thomas Boleyn hatte Elizabeth fünf namentlich bekannte Kinder:
- Mary Boleyn (* um 1501; † 19. Juli 1543), ⚭ (1) William Carey (um 1496–1528), ⚭ (2) William Stafford (um 1500–1556);
- George Boleyn, Viscount Rochford (* um 1503; † 17. Mai 1536), ⚭ Jane Boleyn (1505–1542);
- Anne Boleyn (* um 1507; † 19. Mai 1536), ⚭ Heinrich VIII. (1491–1547);
- Thomas Boleyn, früh gestorben;
- Henry Boleyn, früh gestorben.

Alter und Todesdaten von Thomas und Henry Boleyn sind unbekannt. Henrys Grab befindet sich in der St. Peter’s Church im Dorf Hever nahe dem Hever Castle, Thomas’ Grab in der St. John the Baptist Church in Penshurst.

## Moderne Darstellungen
Elizabeth Boleyn taucht als Nebenfigur in diversen historischen Romanen auf. In Karen Harpers Buch The last Boleyn wird sie als liebende Mutter und Ehefrau dargestellt. Einst umworben vom jungen König Heinrich VIII. lehnte Elizabeth ab, seine Mätresse zu werden, was ihr ehrgeiziger Gatte Thomas Boleyn ihr niemals verziehen hat. Da ihre älteste Tochter Mary Elizabeth sehr ähnlich sieht, zieht sie stattdessen das Auge des Königs auf sich.
In Philippa Gregorys Roman Die Schwester der Königin ist Elizabeth Boleyn eine kaltherzige, kalkulierende Frau, die ihren Kindern niemals Zuneigung gibt und lediglich daran interessiert ist, durch sie Macht und Einfluss bei Hofe zu erlangen.
Im Film Die Schwester der Königin spielte Kristin Scott Thomas die Rolle der Elizabeth Boleyn. Anders als ihr ehrgeiziger Ehemann ist Elizabeth nicht daran interessiert, ihre Töchter zu benutzen, um Macht und Ansehen zu erringen und macht letztendlich ihn für den Tod von Anne und George verantwortlich.